# Don Juan de Maraña

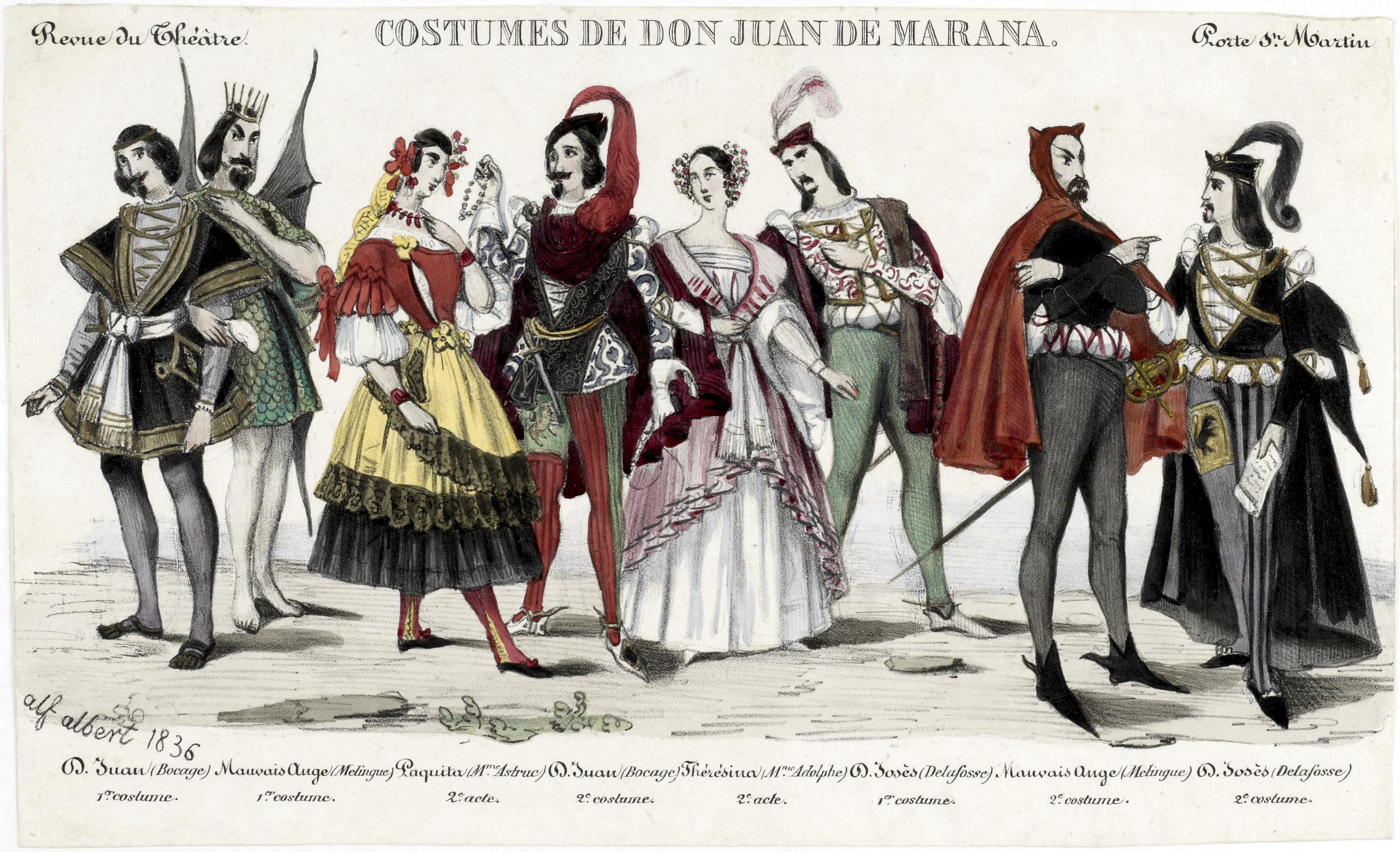
Los actores de Don Juan de Maraña.

Don Juan de Maraña o la caída de un ángel (Don Juan de Marana ou la chute d'un ange) es una obra de teatro de Alexandre Dumas (padre), estrenada en 1836.

## Argumento
Revisión del mito de Don Juan, que es mezclado con la conexa historia del caballero sevillano Miguel de Mañara, narra la historia un caballero que seduce a las damas, movido por las fuerzas del mal. Los ángeles buenos y los ángeles malos se enfrentan por el alma de don Juan.

## Estructura
Cinco actos y estos divididos en siete cuadros y dos intermedios.

## Estreno
Teatro Puerta de San Martín, París, el 30 de abril de 1836, protagonizada por Etienne Melingue.